# Filderheide
Filderheide ist eine Ortschaft in Radevormwald im Oberbergischen Kreis im nordrhein-westfälischen Regierungsbezirk Köln in Deutschland.

## Lage und Beschreibung
Der Ort liegt im Nordosten des Stadtgebiets nahe der Stadtgrenze zu Breckerfeld. Die Nachbarorte heißen Vor der Heide, Feckinghausen, Filde, Husmecke und Hürxtal. Filderheide ist über die Kreisstraße 7 zu erreichen, die in Scheideweg von der Bundesstraße 483 abzweigt und vorher die Orte Vor der Mark, Niederwönkhausen und Wönkhausen durchläuft.
Nahe dem Siedlungsbereich entspringt ein Quellbach für den Bach Lambeck, die östlichen Quellgewässer münden in die Ennepe.
Politisch wird der Ort durch den Direktkandidaten des Wahlbezirks 170 im Rat der Stadt Radevormwald vertreten.

## Geschichte
In der Karte Topographische Aufnahme der Rheinlande von 1825 wird die Ortschaft mit der Bezeichnung „Filderheid“ genannt. Die Preußische Uraufnahme von 1840 bis 1843 zeigt an gleicher Stelle mehrere verstreut liegende und umgrenzte Hofbereiche, welche keine Ortsbezeichnung aufweisen. Ab der amtlichen topografische Karte (Preußische Neuaufnahme) von 1892 bis 1894 wird der heute gebräuchliche Ortsname „Filderheide“ angeführt.